# Xyris valdeapiculata
Xyris valdeapiculata là một loài thực vật hạt kín trong họ Hoàng đầu. Loài này được Kral miêu tả khoa học đầu tiên năm 1988.